# Colonia las Granjas, Jalisco
Colonia las Granjas är en ort i Mexiko.   Den ligger i kommunen Huejuquilla el Alto och delstaten Jalisco, i den centrala delen av landet, 600 km nordväst om huvudstaden Mexico City. Colonia las Granjas ligger 1 742 meter över havet och antalet invånare är 124.
Terrängen runt Colonia las Granjas är kuperad åt nordväst, men åt sydost är den platt. Runt Colonia las Granjas är det glesbefolkat, med 14 invånare per kvadratkilometer. Närmaste större samhälle är Huejuquilla, 1,1 km norr om Colonia las Granjas. I omgivningarna runt Colonia las Granjas växer huvudsakligen savannskog.